# Georgijevská smlouva

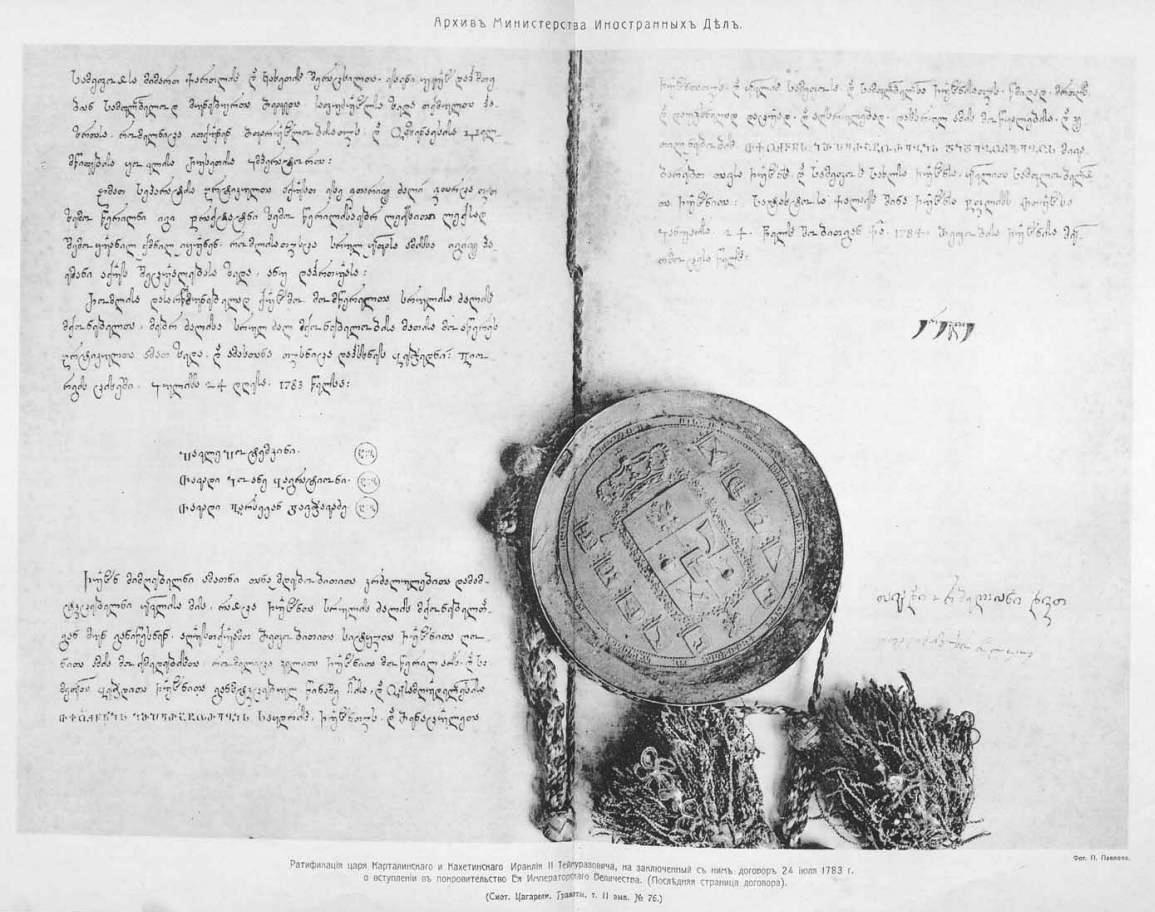
Originál smlouvy

Georgijevská smlouva (rusky: Георгиевский трактат; gruzínsky: გეორგიევსკის ტრაქტატი) byla dvoustranná mezinárodní smlouva uzavřená mezi Ruskou říší a východogruzínským Kartlijsko-kachetským královstvím 24. července 1783. Smlouva činila z tohoto království ruský protektorát. Rusko smlouvou zaručovalo územní celistvost království a pokračování její vládnoucí dynastie Bagrationů. Ta se naopak zříkala samostatné zahraniční politiky. Každý nový kartlijsko-kachetský panovník musel být potvrzen ruským carem. Kartlijsko-kachetský král Erekle II., který podepsání smlouvy inicioval, si od ní sliboval svrhnutí staleté podřízenosti Íránu a ochranu před stále agresivnějšími Osmany. Za Rusko smlouvu podepsala carevna Kateřina II. Ta si od ní slibovala rozšíření velmocenského vlivu na Kavkaz. Jejím následníkům se pak na počátku 19. století podařilo jak Kartlijsko-kachetské, tak další gruzínské království - Imeretské - dokonce plně anektovat. Smlouvu za Rusko vyjednal generálporučík Pavel Potěmkin, velitel ruských jednotek v Astrachani a bratranec prince Grigorije Alexandroviče Potěmkina. Smlouva nese název podle města Georgijevsk, v jejíž pevnosti byla podepsána oficiálními vyjednavači, načež ji oba panovníci později ratifikovali.

## Následky
Georgijevská smlouva přinesla Gruzíncům zklamání. Nového perského vládce Agá Muhammada Chána přiměla k invazi. Rusko, navzdory smlouvě, Gruzíncům nijak nepomohlo, takže Tbilisi bylo vypleněno a celé království zpustošeno, stejně jako západogruzínské Imeretské království, kterému vládl vnuk Erekla II. Šalamoun II. Až po této katastrofě Kateřina II. vyhlásila Persii válku a poslala armádu do Zakavkazska. Ale její smrt krátce poté (listopad 1796) ukončila ruskou vojenskou expedici, protože její nástupce Pavel I. ji neshledal strategicky důležitou. Peršané v té době vážně uvažovali o plném vytlačení veškeré křesťanské populace z Kavkazu. Jejich cíl byl zmařen nikoli ruským odporem, ale zavražděním šáha v roce 1797.
14. ledna 1798 zemřel i král Erekle II. Rusové nechali na trůn dosadit Ereklova syna Giorgie XII., ačkoli Ereklův nástupnický řád žádal nástupnictví jeho bratra. Giorgi, nejistý si svou pozicí a ohrožený příbuznými, tajně vyzval ruského cara Pavla I. k invazi, pod podmínkou, že ho ponechá na trůně. Ve chvíli, kdy Rusové zemi vojensky kontrolovali, však car nesplnil tajnou dohodu a roku 1800 Kartlijsko-kachetské království připojil ke svému impériu. Giorgi záhy zemřel a krátce poté byl zavražděn i Pavel I. Vznikla tak možnost, že nový car Alexandr I. by mohl splnit slovo dané bagrationskému panovníkovi svým předchůdcem. Snad o tom i vážně uvažoval, ale nenašel dle všeho mezi žijícími Bagrationy vhodného poddajného kandidáta. 12. září 1801 tak potvrdil anexi království, čímž se jeho historie definitivně uzavřela. Po rusko-perské válce v letech 1804-1813 Írán Gulistánskou smlouvou oficiálně uznal ruský nárok na toto území. Bagrationové byli deportováni do Moskvy, kde si formálně užívali panovnického tituly, ale v roce 1833 byli degradováni z dynastického stavu a začleněni do běžné ruské šlechty.
Georgijevská smlouva byla pozdějšími ruskými a sovětskými ideology a propagandisty zneužívána, oslavována a vydávána za doklad „bratrství ruského a gruzínského národa“, za základ spojení obou národů do jednoho státního celku apod. Ve skutečnosti Rusové smlouvu nejprve nedodrželi a pak anexí zcela porušili. V roce 1983 sovětské úřady mohutně slavily dvousté výročí Georgijevské smlouvy, což vyvolalo protesty gruzínských disidentů. Gruzínský samizdatový časopis Sakartvelo (საქართველო) věnoval této události zvláštní vydání, zdůrazňující, že Rusko nerespektuje klíčové body ve smlouvě. Podzemní politické skupiny šířily letáky vyzývající Gruzínce k bojkotu oslav a několik mladých gruzínských aktivistů bylo zatčeno sovětskou policií. Smlouva je citlivým bodem gruzínsko-ruských vztahů i ve 21. století.